# Jaroslava Moserová

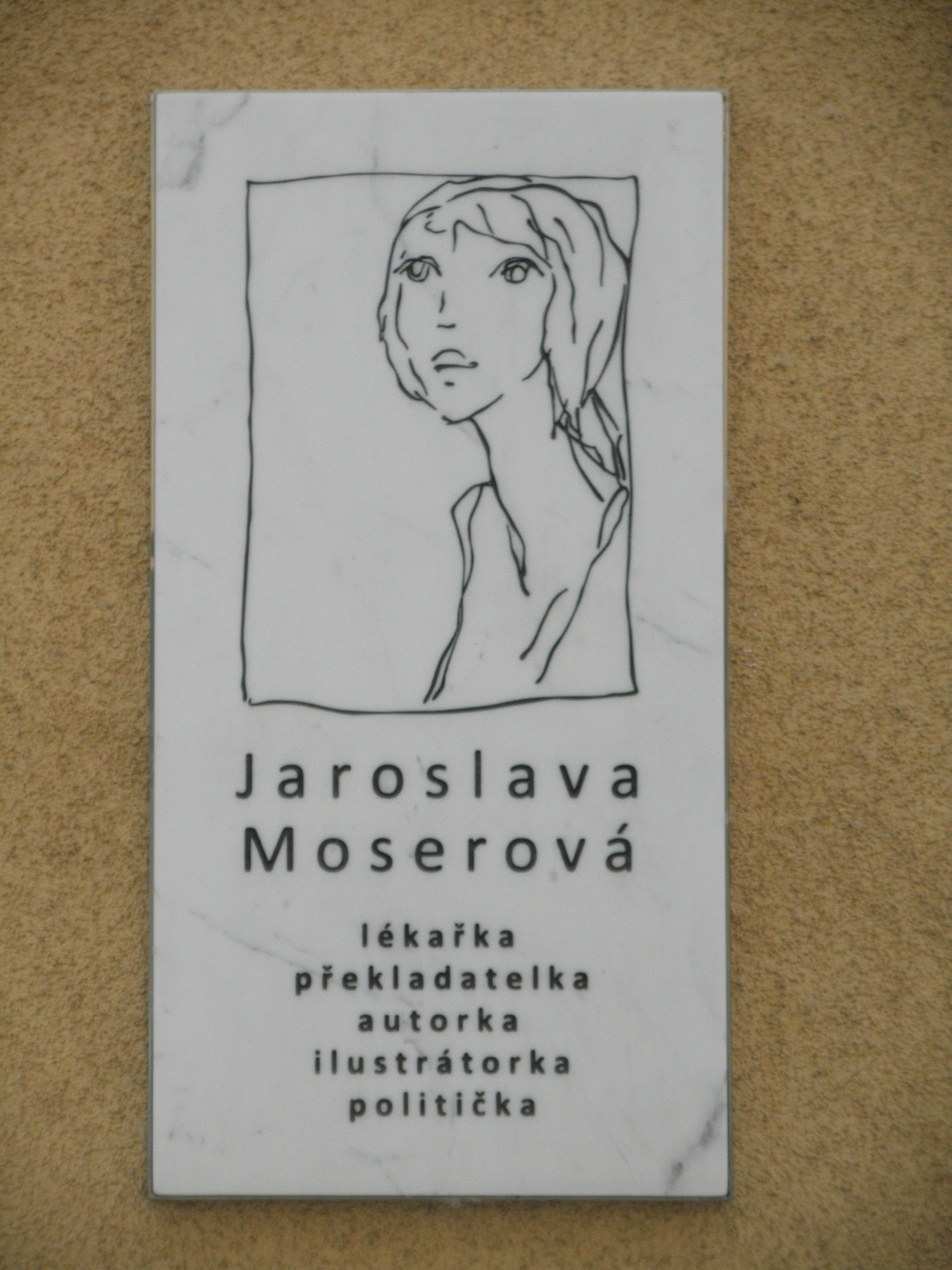
Jaroslava Moserová.

Jaroslava Moserová (ur. 17 stycznia 1930 w Pradze, zm. 24 marca 2006 tamże) – czeska działaczka polityczna, lekarka, tłumaczka z języka angielskiego, scenarzystka.

## Życiorys
Była absolwentką High School Warren Wilson College w Swannanoa w stanie Karolina Północna (1947–1948) oraz Wydziału Medycyny na Uniwersytecie Karola w Pradze (studiowała w latach 1949–1955). Przez ponad 40 lat pracowała jako lekarz chirurg, specjalizowała się w leczeniu oparzeń. Opiekowała się m.in. Janem Palachem, który 16 stycznia 1969 dokonał aktu samospalenia w proteście przeciwko agresji wojsk Układu Warszawskiego na Czechosłowację.
W latach 1990–1991 sprawowała funkcję wiceprzewodniczącej Czeskiej Rady Narodowej. Od 1991 do 1993 była ambasadorem Czechosłowacji, a następnie Czech w Australii i Nowej Zelandii. Od 1993 pracowała dla Organizacji Narodów Zjednoczonych do Spraw Oświaty, Nauki i Kultury (od 1996 była przewodniczącą Czeskiej Narodowej Komisji UNESCO). Od 1996 do 1998 była wiceprzewodniczącą czeskiego Senatu. Pełniła mandat senatora z dystryktu 23 do Senatu Czech w latach 1998–2004. W 2003 startowała w wyborach na stanowisko prezydenta Czech, w których zdobyła 65 głosów.
Przetłumaczyła z angielskiego na czeski ponad 40 powieści kryminalnych Dicka Francisa. Jest autorką słuchowisk radiowych, sztuki teatralnej „List do Wollongongu” i scenariusza do filmu „Właściwie nic się nie stało”.